# Selingsingan
Selingsingan is een bestuurslaag in het regentschap Seluma van de provincie Bengkulu, Indonesië. Selingsingan telt 733 inwoners (volkstelling 2010).